# دیزنی ریجنال انترتینمنت
دیزنی ریجنال اینترتینمنت (انگلیسی: Disney Regional Entertainment) شرکت سرگرمی آمریکایی است، که در سال ۱۹۹۶ توسط مایکل آیسنر تأسیس شد.